# 泰勒·亞當斯
泰勒·亞當斯（英語：Tyler Shaan Adams；1999年2月14日—），美國職業足球員，司職中場，現效力於英超球會伯恩茅斯。他也代表美國國家足球隊參賽。

## 俱樂部生涯
在2011年，年僅12歲的亞當斯就進入紐約紅牛青訓學院，在U13、U14、U16一直是球隊主力的亞當斯在2015年3月19日入選紐約紅牛預備隊，同年4月4日，剛滿16歲的他在對陣多倫多FC預備隊的比賽里完成職業生涯處子秀，並隨隊4比1勝出。當賽季亞當斯為紐約紅牛預備隊出場12次，期間還曾在國際冠軍杯擊敗切爾西的比賽中出場。
2016賽季開始之前，亞當斯被主帥馬希提拔，隨紐約紅牛一線隊參與季前賽備戰。當年4月1日，亞當斯在對陣新英格蘭革命的比賽中完成一線隊及美職聯賽處子秀，此時他年僅17歲零51天，刷新紐約紅牛一線隊球員最年輕正賽出場紀錄。不過，亞當斯還不足以在一線隊有更多出場的機會，當賽季更多時候他還是在為預備隊出場。
但從2017賽季開始起，亞當斯就在一線隊成為要主力，全年各項賽事出場32次，攻入了兩粒進球與四次助攻。亞當斯在常規賽總出場時間從2017年的1994分鐘升至2018年的2328分鐘，完成7次助攻，幫助紐約紅牛奪取東區常規賽冠軍，以及支持者之盾冠軍，並還入選了2018年度美國最佳男足五人候選名單。
紐約紅牛官方宣佈，亞當斯正式加盟RB萊比錫，與球隊簽下一份到2023年的合約。
RB萊比錫2-1擊敗馬德里競技的歐冠比賽中，亞當斯替補登場打入制勝一球，這是他在球隊生涯的首粒進球，成為首位在歐冠四分之一决赛或以後取得進球的美國球員。

## 國家隊生涯
亞當斯曾入選過美國U15、U17、U20，隨隊參加了2017年U20世青賽。
2017年11月14日，亞當斯在美國1比1戰平葡萄牙的友誼賽完成成年國家隊首秀，他首發打滿全場。

## 榮譽

### 球會
紐約紅牛二隊
- 美國足球冠軍聯賽盃冠軍 : 2016

紐約紅牛
- 支持者盾冠軍 : 2018

RB萊比錫
- 德國盃冠軍 : 2021–22[9]

### 國家隊
美國U20
- 中北美洲及加勒比海足協U-20錦標賽冠軍 : 2017

美國
- 中北美洲及加勒比海國家聯賽冠軍 : 2019–20[10]

## 外部連結
- Soccerway資料庫：泰勒·亞當斯